# Грижинцы
Грижинцы (укр. Грижинці) — село на Украине, находится в Винницком районе Винницкой области.
Население по переписи 2001 года составляет 769 человек. Почтовый индекс — 23315. Телефонный код — 4355.
Занимает площадь 1,05 км².

## Адрес местного совета
23310, Винницкая область, Тывровский р-н, г. Гнивань, ул. Соборная, 64